# Conversações sobre Limites para Armas Estratégicas

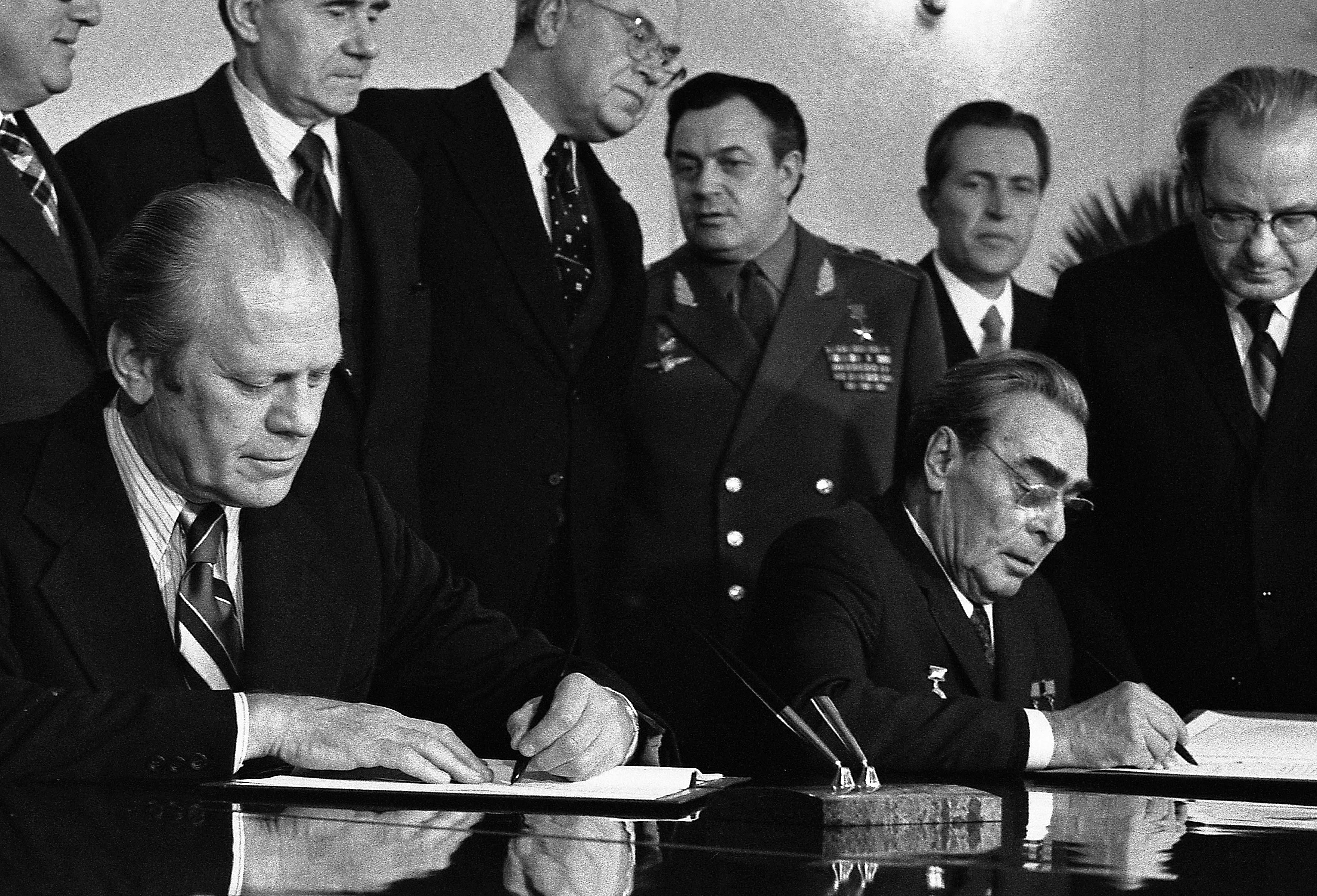
Gerald Ford assina o acordo com Leonid Brejnev, em 24 de Novembro de 1974

As Conversações sobre Limites para Armas Estratégicas foram duas rodadas de conferências bilaterais e tratados internacionais correspondentes envolvendo os Estados Unidos e a União Soviética. As superpotências da Guerra Fria lidaram com o controle de armas em duas rodadas de negociações e acordos: SALT I e SALT II.
As negociações começaram em Helsinque, em novembro de 1969. SALT I levou ao Tratado de Mísseis Antibalísticos e a um acordo provisório entre os dois países.
Embora o SALT II tenha resultado em um acordo em 1979 em Viena, o Senado dos EUA optou por não ratificar o tratado em resposta à invasão soviética do Afeganistão, que ocorreu no final daquele ano. O Soviete Supremo também não o ratificou. O acordo expirou em 31 de dezembro de 1985 e não foi renovado, embora ambas as partes continuassem a respeitá-lo.
As negociações levaram ao (em inglês) St rategic A rms R eduction T reaties, que consistia no START I, 1991 completado acordo entre os Estados Unidos e a União Soviética, e START II, um acordo de 1993 entre os Estados Unidos e a Rússia, que nunca foi ratificado pelos Estados Unidos, os quais propuseram limites à capacidade de múltiplas ogivas e outras restrições ao número de armas nucleares de cada lado. Um sucessor do START I, o Novo START, foi proposto e finalmente ratificado em fevereiro de 2011.